# 祥华乡
祥华乡是中国福建省泉州市安溪县下辖的一个乡。

## 行政区划
祥华乡共辖20个行政村，分别是：
祥华村、河图村、福新村、和春村、祥地村、福洋村、东坑村、小道村、后洋村、珍山村、崎坑村、白坂村、白玉村、白珩村、美仑村、美西村、新寨村、石狮村、旧寨村、郑坑村。